# MARISTAER
MARISTAER, acronimo di Stazione aeromobili della Marina, è una delle tre basi aeree della Marina Militare italiana, situata a Grottaglie. L'aeroporto è intitolato al tenente di vascello Marcello Arlotta comandante di dirigibili della Regia Marina caduto in missione di guerra nel 1918 in Adriatico quando nel corso di un'azione volta a bombardare l'arsenale di Cattaro, l'aeronave con a bordo Arlotta non fece ritorno alla base.
L'aeroporto di Grottaglie è un aeroporto civile, con cui l'ente militare, per l'attività dei propri aerei ed elicotteri, condivide l'uso della pista di volo lunga 3.280 metri con orientamento 35/17; il sedime aeroportuale si estende, all'interno di un perimetro di poco superiore ai 6 chilometri, su una superficie di 160 ettari. La struttura è articolata in cinque aree differenti, ognuna delle quali caratterizzata da un hangar, di cui uno assegnato in concessione alla Guardia di Finanza. Degli altri hangar uno è in uso al GRUPAER, un secondo viene impiegato come struttura tecnica per la manutenzione degli elicotteri, il terzo per il ricovero degli elicotteri in linea di volo ed il quarto a disposizione per una futura utilizzazione.

## Storia

### Origini
Le origini della base risalgono alla prima guerra mondiale dall'esigenza di difendere il porto di Taranto, quando negli anni 1915-1916 furono costruiti i primi hangar per dirigibili e piccoli aerei che operavano prevalentemente in Adriatico.
Nel 1923 con la costituzione della Regia Aeronautica la base passò sotto il controllo della neocostituita forza armata e durante il ventennio fascista, in cui le forze armate furono notevolmente potenziate, l'aeroporto divenne Scuola centrale di pilotaggio per oltre 200 allievi di varie nazionalità.
Nel 1939 in sole 36 ore, dalla base venne trasportato in Albania un intero reggimento dei Granatieri di Sardegna con 40 trimotori.
Durante la seconda guerra mondiale l'aeroporto ha assunto il compito di proteggere i porti di Taranto e di Brindisi e la città di Lecce e quando si aprì il fronte sui Balcani, da Grottaglie partirono le squadriglie da bombardamento, una delle quali comandata dal capitano-pilota Bruno Mussolini, che morì durante un'azione di guerra.
Nel gennaio del 1941 iniziò la coabitazione con gli aerei tedeschi ed a metà dicembre caddero sull'aeroporto le prime bombe nemiche. Dal 4 giugno al 4 settembre del 1943 l'aeroporto subì cinque pesanti bombardamenti che distrussero la gran parte degli aerei italiani e tedeschi, nonché le strutture aeroportuali. Le perdite umane furono rilevanti: 71 morti e 146 feriti.
Dopo l'8 settembre l'aeroporto venne occupato dall'USAAF diventando la base dei quadrimotori americani B-24 del 449 bombardment group e nell'estate del 1945 quel che era rimasto dell'aeroporto fu restituito all'Aeronautica Militare italiana, pur restando presidio degli Alleati sino al 1950.
A dicembre del 1950 ebbe inizio la ricostruzione dell'aeroporto. Per la particolare posizione geografica, vista la vicinanza con Taranto l'aeroporto divenne la base dell'86º Gruppo Antisom dell'Aeronautica Militare, che ha cooperato strettamente con la Marina Militare e che aveva in dotazione aerei Curtiss Helldiver e PV 2 Lockheed Harpoon. Il Gruppo Antisom lasciò Grottaglie alla fine degli anni cinquanta e nella base venne istituita la Scuola centrale istruttori di volo dell'Aeronautica Militare.

### Maristaeli
Nel 1972 venne raggiunto un accordo tra la Marina e l'Aeronautica per la realizzazione di infrastrutture, per la manutenzione degli elicotteri AB 204 imbarcati sulle unità navali della II Divisione navale di base a Taranto e per prestare assistenza ai Servizi Volo delle unità stanziate nella base Taranto che fino ad allora facevano riferimento al 2º GRUPELICOT di MARISTAELI - Catania e il 1º marzo 1976 a Grottaglie venne costituito ufficialmente, nella zona sud dell'aeroporto di Grottaglie, il 4º Gruppo elicotteri.
Nel 1979 venuti a cessare i servizi logistici assicurati dall'Aeronautica Militare, a Grottaglie venne costituita il Comando stazione marittima elicotteri denominato MARISTAELI Grottaglie, alle dipendenze organiche del Dipartimento marittimo di Taranto.
Nella seconda metà degli anni ottanta venne deciso, da parte dei vertici della Marina, di dislocare a Taranto la portaerei leggera Garibaldi e con l'acquisizione degli AV-8B Plus destinati a essere imbarcati sulla portaerei venne costituito nel 1991 il Gruppo aereo cui vennero assegnati i velivoli ad ala fissa.

### Maristaer
Nel 1996 la Marina Militare assumeva la giurisdizione dell'intero sedime aeroportuale e nell'occasione sul piazzale principale della base venne posta una targa recante la seguente iscrizione:

"Noi uomini di mare, che da questo luogo già sacro alla storia ci levammo alti nei cieli, qui ritornammo fedeli alla nostra missione e per il bene della Patria".
Nel 1999 veniva adottata la nuova denominazione "Stazione aeromobili della Marina Militare" a sottolineare la specifica caratteristica della base che a differenza delle altre due, che ospitano solamente elicotteri, accoglie anche velivoli ad ala fissa.
Nel 2000 venne costituito il Comando delle Forze Aeree della Marina, alle dipendenze del Comando in capo della Squadra navale, sotto il cui controllo sono transitate le tre basi aeree della Marina Militare.

## Organizzazione
MARISTAER - Grottaglie coordina l'attività del 4º Gruppo elicotteri e del Gruppo aereo e si occupa della gestione di tutti i servizi logistici ed amministrativi della base, dell'efficienza delle infrastrutture aeroportuali e della gestione del magazzino di cui si servono sia i Gruppi di volo della base che i Servizi volo delle unità della base di Taranto. Di particolare rilevanza è l'attività del laboratorio elettronico che si occupa delle schede elettroniche dei velivoli; questo perché ormai tutte le componenti di bordo di un aeromobile moderno sono gestite elettronicamente, con vari sottosistemi collegati tra loro da un bus, detto DataLink e standardizzato con delle specifiche norme militari.

### 4º grupelicot
Il 4º grupelicot svolge compiti di preparazione e manutenzione dei velivoli imbarcati sulle unità di base a Taranto. La costituzione del nuovo reparto per la manutenzione degli elicotteri imbarcati si è resa necessaria per evitare lunghi e costosi trasferimenti degli AB 204 alla base più vicina di Catania Fontanarossa, distante circa 500 chilometri. Nel primo anno di attività al 4º Gruppo elicotteri non sono stati assegnati velivoli, in quanto a Grottaglie venivano regolarmente rischierate sezioni di elicotteri appartenenti ad altri reparti. Il gruppo riceve il suo primo velivolo, un elicottero AB 204 il 12 aprile 1977, ma il vero salto di qualità del reparto avviene con l'arrivo dei primi AB 212 ASW consegnati al reparto a meta del 1978, mentre vengono completamente dimessi gli AB 204 con il trasferimento degli ultimi esemplari presso il 2º Gruppo elicotteri di Catania. Il 28 ottobre 1978 per la prima volta un elicottero del 4º Gruppo viene impiegato in una missione reale di soccorso. Oltre all'assistenza degli elicotteri della II Divisione navale di Taranto il gruppo svolge missioni addestrative a favore di altri enti o reparti della Marina Militare, in particolare MARICENTADD, il centro di addestramento della Marina di Taranto presso cui si addestrano gli equipaggi della Marina Militare.
I piloti del 4º grupelicot hanno a lungo cooperato con il COMSQUALI, il Comando squadriglia aliscafi della III Divisione navale per fornire alle unità della classe Sparviero la copertura radar ed il supporto ECM/ESM di cui queste particolari unità navali avevano bisogno con dei velivoli AB 212 ESW “Gufo” appositamente modificati, sui quali al posto del sonar era stata installata una suite completa di guerra elettronica.
Il reparto ha ricevuto la Bandiera di combattimento il 18 novembre 1989.
La linea di volo del 4º GRUPELICOT è costituita da elicotteri AB 212 ASuW/ASW per la lotta antinave e antisommergibile  ed elicotteri AB 212 NLA e SH-3D Sea King per il Nucleo lotta anfibia costituito nel maggio 1994 per cooperare con il Reggimento "San Marco" con gli elicotteri che hanno ricevuto opportune modifiche per questo compito. Gli elicotteri nella versione "eliassalto" per il supporto alle forze anfibie e alle forze speciali, sono privi di sensori radar, sonar e FLIR e sono equipaggiati di due mitragliatrici da 12,7 mm, due mitragliere brandeggiabili MG 42/59 lanciarazzi e sistema integrato di autoprotezione passivo (SIAP) e attivo, con sensori antimissile e sistema di lancio automatico di falsi bersagli radar (chaffs) e IR (flares) per la sopravvivenza in territorio ostile.
Gli AB 212 ASW/ASuW sono dotati di moderni sensori, quali il sonar panoramico AQS-13B, il radar APS-705 e del FLIR STAR SAFIRE AN/AAQ-22 che permette di estendere la capacità di scoperta ottica grazie a una telecamera ed a un sensore infrarosso giro stabilizzato e sono dotati di apparato LINK/TG-2, per la guida di missili superficie-superficie tipo Teseo. Per le missioni ASW l'armamento è costituito da due siluri Mk 46, mentre in versione ASuW sono in grado d guidare missili Teseo lanciati da una nave grazie agli aggiornamenti mediante il sistema di Datalink. Oltre a ciò l'elicottero può essere dotato di apparato LINK/TG-2, per la guida di missili superficie-superficie tipo Teseo e può trasportare fino a due siluri Mk 46. La versione eliassalto ha visto lo sbarco dei sistemi elettronici caratteristici della versione e dispone di corazzature sui sedili piloti e pavimento cabina removibili, illuminazione interna ed esterna NVG (Night Vision Goggles), e sono armati di due mitragliere HMP Heavy Machine-gun Pod) calibro 12.7 mm, due mitragliere brandeggiabili MG 42/59, due lanciarazzi HL 19/70. Nella versione ASW/ASuW l'equipaggio è costituito da 2 piloti e 2 operatori, mentre nella versione NLA oltre ai due piloti l'elicottero è in grado di trasportare fino a 5 operatori del Reggimento San Marco o delle Forze speciali.
Gli elicotteri SH 3D NLA hanno subito le stesse modifiche degli AB 212 per il supporto alle Forze anfibie e alle Forze speciali, col la rimozione di sensori radar, sonar e FLIR ed equipaggiati con sedili per i piloti corazzati, filtro antisabbia a protezione delle prese d'aria, illuminazione interna ed esterna NVG (Night Vision Goggles), ed equipaggiati con lo armamento e lo stesso sistema integrato di autoprotezione passivo (SIAP) e attivo degli AB 212 NLA per la sopravvivenza in territorio ostile. Gli SH 3D NLA sono in grado di trasportare due piloti e fino a 16 operatori del Reggimento San Marco o delle Forze speciali.
Per quanto riguarda l'attività operativa, il gruppo è stato impegnato in varie operazioni, tra cui le principali sono state:
- Intervento a favore dei terremotati della Campania e della Basilicata (novembre 1980 - febbraio 1981)
- Approntamento per l'Operazione Golfo 1 (settembre 1987 - settembre 1988)
- Approntamento per l'Operazione Golfo 2 (agosto 1990 - aprile 1991)
- Intervento in occasione dell'Alluvione del Nord Italia (novembre 1994)
- Operazione Somalia III (gennaio - marzo 1995)
- Operazione Alba Neo (marzo - luglio 1997)
- Operazione Arcobaleno (marzo - giugno 1999)
- Operazione Dinak (marzo - giugno 1999)
- Operazione Joint Guardian (giugno 1999 - febbraio 2002)
- Missione ONU in Etiopia/Eritrea - UNMEE (luglio 2001 - dicembre 2002)
- Operazione Enduring Freedom (novembre 2001 - dicembre 2006)
- Operazione Antica Babilonia (giugno - dicembre 2003)
- Operazione ISAF in Afghanistan (luglio 2005 - maggio 2006; dicembre 2006 - giugno 2007; dicembre 2007 - giugno 2008)
- Operazione Leonte (agosto - ottobre 2006)

### GRUPAER
Il GRUPAER, il Gruppo aeromobili imbarcati, è l'unico reparto di volo dell'Aviazione Navale della Marina Militare Italiana ad avere in linea velivoli ad ala fissa. Il GRUPAER è nato ufficialmente nel febbraio 1991 in previsione della consegna dei primi Harrier II. La consegna ai piloti e tecnici della Marina Militare dei primi due velivoli, due TAV-8B bi-posto in versione da addestramento, avvenne il 7 giugno 1991 presso la base dei Marines a Cherry Point nella Carolina del Nord.

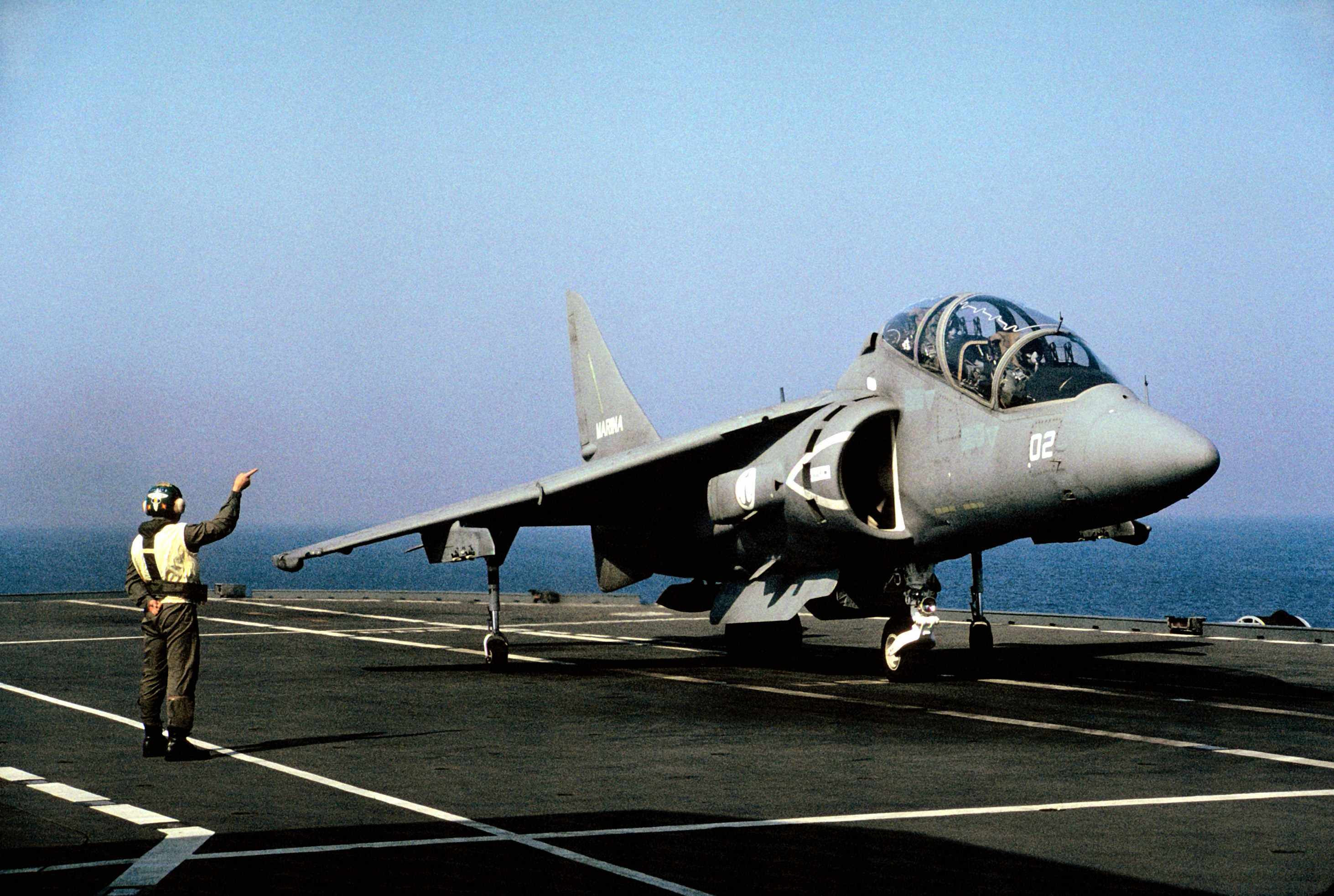
Un TAV-8B Harrier Plus biposto in decollo dal ponte della portaerei Garibaldi.

La cerimonia ufficiale di consegna dei velivoli alla Marina Militare avvenne il successivo 23 agosto a bordo del Garibaldi ormeggiato nella base americana di Norfolk in Virginia. Il Gruppo fece rientro in Italia il successivo 24 settembre con i velivoli che raggiunsero la base aerea di Grottaglie.

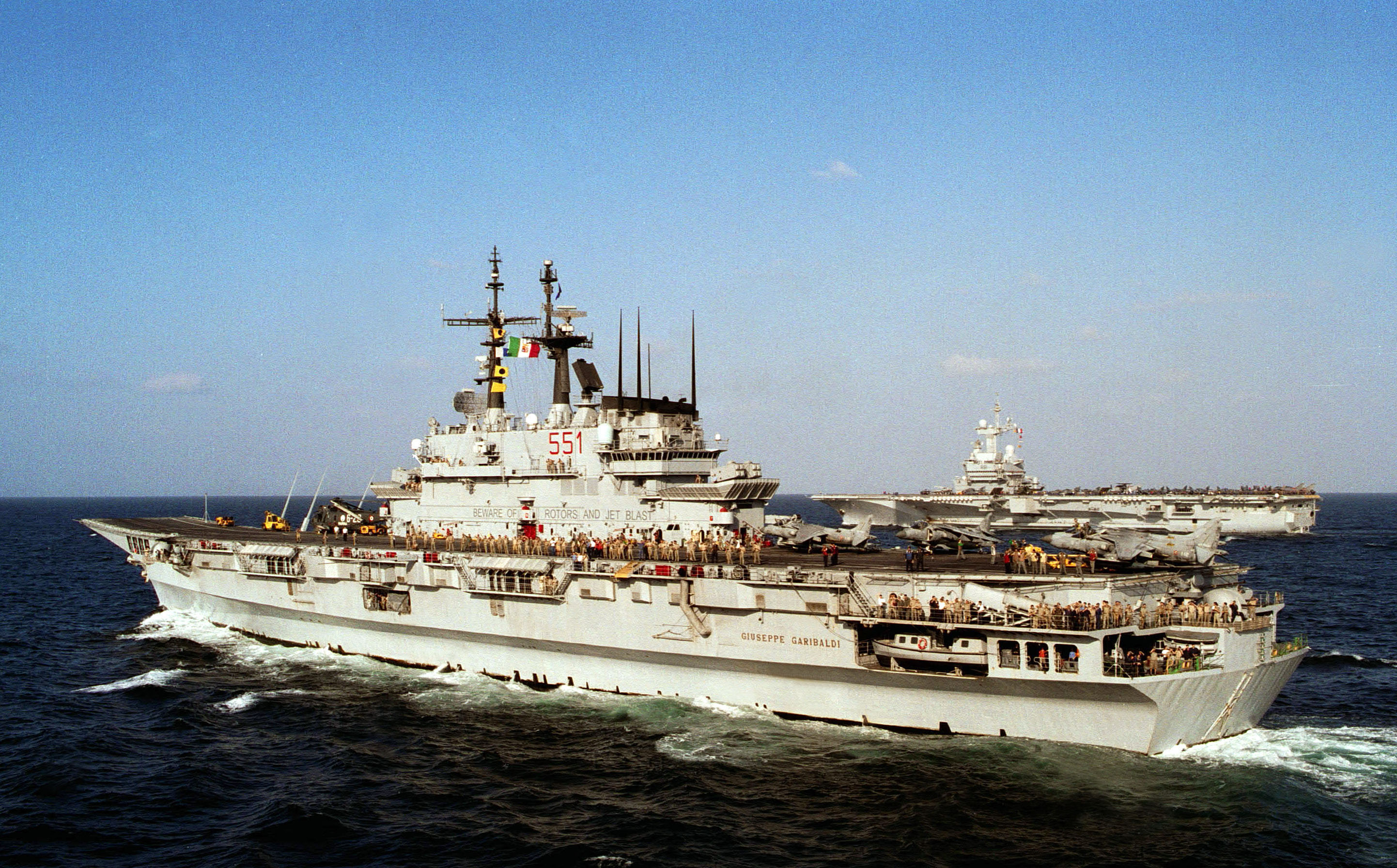
Il Garibaldi (in primo piano) durante l'operazione Active Endeavour nel febbraio 2002

Nella primavera del 1994 il Garibaldi fece ritorno negli Stati Uniti per ricevere i primi tre AV-8B in versione monoposto. Il resto dei velivoli verrà costruito in Italia su licenza dalla Alenia con la linea di volo composta in totale da 18 velivoli che verrà completata nel novembre 1997.
Il compito principale del reparto è la difesa aerea della flotta navale, di appoggio tattico ad operazioni terrestri ed anfibie e di ricognizione aerea. La difesa aerea della flotta viene svolto in modo particolar durante le varie missioni di peacekeeping svolte dalle unità navali della Marina Militare nei vari mari del mondo.
Il Gruppo aereo imbarcato del Garibaldi tra l'11 gennaio e il 23 marzo 1995 ha avuto il suo primo impegno operativo reale con la partecipazione alla missione Ibis III in Somalia per il ritiro del contingente di pace delle Nazioni Unite, con gli Harrier II del GrupAer che hanno svolto numerose missioni di ricognizione e supporto ai Marines statunitensi e al Reggimento San Marco e in tale occasione la componente aerea della Marina Militare è stata la prima forza aerea al mondo ad impiegare l'AV 8B Plus in una reale missione.
Il GrupAer ha ricevuto la Bandiera di combattimento il 28 giugno 1996 donata dal gruppo ANMI di Andria.
Da marzo a giugno del 1997 il GrupAer ha partecipato all'Operazione “Alba Neo” (Albania Non Combat Evacuation Operation) con velivoli armati che giornalmente decollavano dalla base di Grottaglie.
Nel 1999 con la guerra del Kosovo e l'impegno dell'Italia nell'Allied Force i caccia AV-8B II+ Harrier del GrupAer imbarcati a bordo del Garibaldi, hanno svolto, a partire dal 13 maggio 1999, 30 sortite per 63 ore di volo, impiegando bombe Mk 82 e GBU-16 e missili AGM-65 Maverick.
In seguito agli attentati dell'11 settembre 2001 e la guerra al terrorismo proclamata dal Presidente degli Stati Uniti Bush, con la partecipazione dell'Italia all'operazione Active Endeavour il GrupAer imbarcato a bordo del Garibaldi ha operato in Oceano Indiano dal 3 dicembre 2001 al successivo 1º marzo 2002 e nel corso della missione gli AV-8B del GrupAer hanno effettuato 288 missioni per complessive 860 ore di volo ed i quasi 1500 componenti degli equipaggi delle unità navali e del gruppo aereo che hanno partecipato alla missione hanno svolto compiti di controllo, intercettazione/interdizione in mare e di supporto aereo e interdizione aerea in territorio afgano.
Nel settembre 2006 il GRUPAER è stato impiegato in Libano nell'operazione Leonte, effettuando missioni di ricognizione volte a controllare il traffico mercantile da e per le coste libanesi.
Nel corso della guerra civile libica, dal 26 marzo al 26 luglio 2011 il GRUPAER è stato impegnato in ambito NATO nell'Operazione Unified Protector nel quadro dell'Intervento militare in Libia deciso in seguito alla risoluzione 1970 del Consiglio di sicurezza delle Nazioni Unite.